# Brickerville (Pennsylvanie)
Pour les articles homonymes, voir Brickerville.
Brickerville est une census-designated place (CDP) du comté de Lancaster, dans l'État de Pennsylvanie, aux États-Unis. Rattachée au township d'Elizabeth, elle compte 1 309 habitants en 2010.

## Géographie
Brickerville se trouve aux coordonnées 40° 13′ 19″ N, 76° 16′ 55″ O, à une altitude de 164 mètres.
D'après le Bureau du recensement des États-Unis, la CDP s'étend sur un territoire de 5,7 km2, intégralement constitué de terre.